# اندیس تپه سیف الله (حسن خانی)
تپه سیف الله (حسن خانی) یک اندیس فلزی است که در حوالی شهر جیرنده استان قزوین قرار دارد و مادهٔ معدنی موجود در آن، مس است.  